# 세르게이 카라쇼프 (농구 선수)
세르게이 바실리예비치 카라쇼프(러시아어: Серге́й Васи́льевич Карасёв, 1993년 10월 26일 ~ )는 러시아의 농구 선수로 포지션은 스몰 포워드와 슈팅 가드이다. 현재 VTB 유나이티드 리그와 유로리그의 BC 제니트 상트페테르부르크에서 뛰고 있으며, 이전에는 전미 농구 협회(NBA)의 클리블랜드 캐벌리어스와 브루클린 네츠에서 활동했다.